# Liste der Bodendenkmäler in Bad Salzuflen
Die Liste der Bodendenkmäler in Bad Salzuflen enthält die denkmalgeschützten unterirdischen baulichen Anlagen, Reste oberirdischer baulicher Anlagen, Zeugnisse tierischen und pflanzlichen Lebens und paläontologischen Reste auf dem Gebiet der Stadt Bad Salzuflen im Kreis Lippe in Nordrhein-Westfalen (Stand: Oktober 2020). Diese Bodendenkmäler sind in Teil B der Denkmalliste der Stadt Bad Salzuflen eingetragen; Grundlage für die Aufnahme ist das Denkmalschutzgesetz Nordrhein-Westfalen (DSchG NRW).
| Bild                                       | Bezeichnung                                | Lage                                               | Beschreibung | Bauzeit | Eingetragen seit | Denkmal- nummer |
| ------------------------------------------ | ------------------------------------------ | -------------------------------------------------- | --- | ------- | ---------------- | --------------- |
| Mittelalterliche Turmhügelburg             | Mittelalterliche Turmhügelburg             | Wüsten Waldemeine, Waldemeinestraße Karte          | Kleine Wallanlage, vermutlich Straßenwarte. Begehung durch Leo Nebelsiek 1937; Probegrabung 1982 durch Friedrich Hohenschwert. |         | 16.06.1986       | 1               |
| Grabstätte Bronzezeit / Früheisenzeit      | Grabstätte Bronzezeit / Früheisenzeit      | Salzuflen Obernberg Karte                          | Ein Grabhügel aus Lehm mit Sandsteinen durchsetzt auf einer Kuppe nördlich des Schwaghofes im Bad Salzufler Stadtwald. Alt gegraben, in der Mitte befindet sich eine Grube die von Aushub umgeben ist. Fundmeldung durch August Meier-Böke 1937/38.                  |         | 15.10.1990       | 2               |
| Grabstätte Bronzezeit / Früheisenzeit      | Grabstätte Bronzezeit / Früheisenzeit      | Wüsten Sundern, Gustav-Schalk-Straße Karte         | Ein Grabhügel aus Lehm mit Steinkern (?) auf einer Kuppe nordöstlich von Sundern. Fundmeldung von 1967. Auf dem Grab wurde ein Findling mit der Aufschrift „Hünengrab“ platziert.                                                                                    |         | 01.02.1991       | 3               |
| Grabstätte Bronzezeit / Früheisenzeit      | Grabstätte Bronzezeit / Früheisenzeit      | Salzuflen An der Salze Karte                       | Zwei Grabhügel aus Lehm auf einem flachen Ausläufer des Obernberges westlich der Salze. Fundmeldung und Grabungen durch Heinrich Schwanold 1910/11 und 1926. Es wurde eine Urne mit Asche und Knochenresten sowie ein messerartiges Eisengerät gefunden.             |         | 15.10.1990       | 4               |
| Grabhügelgruppe Bronzezeit / Früheisenzeit | Grabhügelgruppe Bronzezeit / Früheisenzeit | Salzuflen Asenberg Karte                           | Drei Grabhügel aus Lehm auf der flachen Kuppe des Asenberges. Einer der Grabhügel wurde 1922 durch Heinrich Schwanold untersucht. |         | 01.02.1991       | 5               |
| Hohlwegbündel                              | Hohlwegbündel                              | Salzuflen Am Obernberg Karte                       | Kleines aber gut ausgeprägtes Hohlwegbündel (6 Fahrspuren) am schwachen Nordhang auf dem rechten Ufer des Bocksieksbaches. Fundmeldung nach Begehung durch Daniel Bérenger 1979.                                                                                     |         | 01.02.1991       | 6               |
| Hohlwegbündel                              | Hohlwegbündel                              | Salzuflen Vierenberg-Asenberg Karte                | Gut ausgeprägtes Hohlwegbündel am Westhang des Passbereichs zwischen Langen- und Vierenberg. |         | 15.10.1990       | 7               |
| weitere Bilder                             | Landwehr                                   | Ehrsen-Breden Asenberg, Richtung Hollenstein Karte | Reste der mittelalterlichen Landwehr am Waldrand des Asenberges. |         | 01.02.1991       | 9               |
| Landwehr                                   | Landwehr                                   | Salzuflen Obernberg Karte                          | Ehemalige städtische Landwehr an der Grenze zwischen Salzuflen und Herford. Erhalten ist am Waldrand unterhalb vom Obernberg ein 600 m langer Abschnitt der spätmittelalterlichen Landwehr.                                                                          |         | 01.02.1991       | 10              |
| Marktbrunnen                               | Marktbrunnen                               | Salzuflen Am Markt Karte                           | Unterirdische Fundamente des Marktbrunnens aus dem Jahre 1582. 2003 wurde darüber ein Brunnendenkmal mit Wasserspiel in Gestalt des 1835 abgebrochenen Brunnens errichtet.                                                                                           |         | 19.12.1991       | 11              |
| Landwehr                                   | Landwehr                                   | Salzuflen Walhallastraße Karte                     | Ehemalige städtische Landwehr an der Grenze zwischen Salzuflen und Schötmar. Bei Begehungen wurde entlang der Walhallastraße bis zum Waldrand des Asenberges ein Abschnitt der spätmittelalterlichen Landwehr in Form einer Böschung bzw. eines Walles festgestellt. |         | 06.07.1992       | 12              |